# Gabi Roestel
Gabi Roestel ist eine ehemalige deutsche Radrennfahrerin und nationale Meisterin im Radsport.

## Sportliche Laufbahn
Gabi Roestel war im Straßenradsport in der DDR aktiv. 1984 gewann sie die nationale Meisterschaft im Straßenrennen vor Sabine Zierold, 1985 wurde sie Vierte. 1990 gewann sie den Titel erneut vor Katja Kamratowski.
Im Bahnradsport wurde sie 1985 Dritte der Meisterschaft im Punktefahren. 
In der Jahresbestenliste des Deutschen Radsportverbandes der DDR belegte sie zweimal den ersten Rang. Roestel startete für den SC DHfK Leipzig. 

## Anmerkung
In der Datenbank Radsportseiten.net ist ihr Vorname fälschlicherweise mit Syvia angegeben.
| Personendaten    | Personendaten            |
| ---------------- | ------------------------ |
| NAME             | Roestel, Gabi            |
| ALTERNATIVNAMEN  | Roestel, Sylvia          |
| KURZBESCHREIBUNG | deutsche Radrennfahrerin |
| GEBURTSDATUM     | 20. Jahrhundert          |